# Walter Reiterer

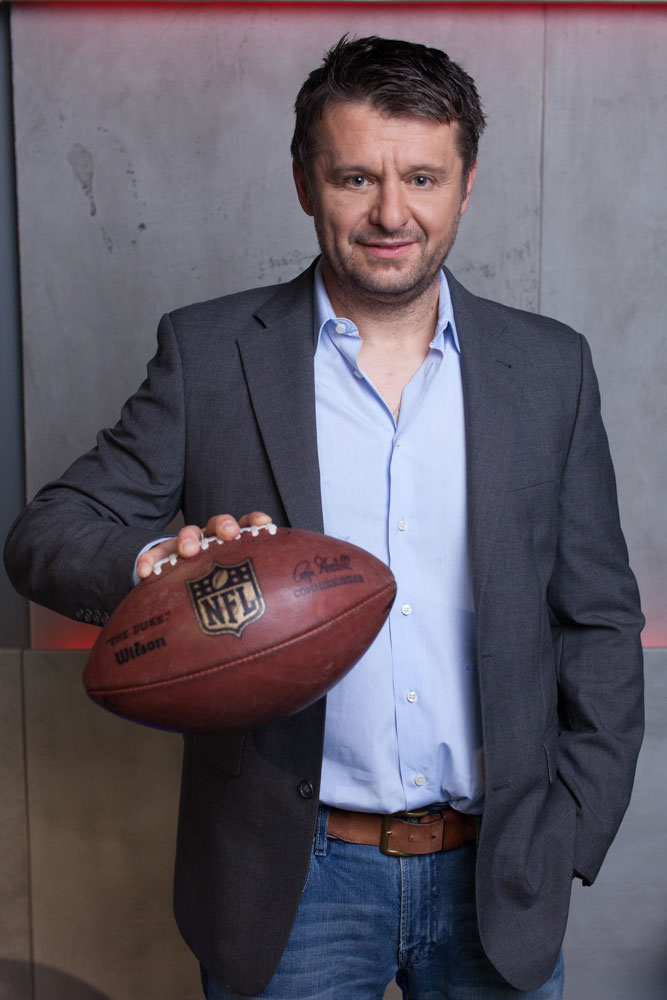
Walter Reiterer bei Puls 4

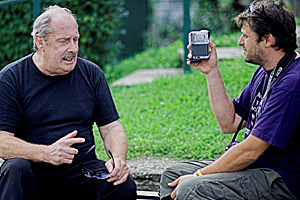
Walter Reiterer (r.) beim letzten Interview mit Toni Fritsch am 11. September 2005 in Wien.

Walter Reiterer (* 12. November 1967 in Neunkirchen, Österreich) ist ein österreichischer Sportkommentator bei Puls 4 und freier Journalist.

## Werdegang
Reiterer war von 1985 bis 1996 DJ in Wien, unter anderem im U4, und Musiker bei diversen Wiener Undergroundbands. In die Zeit fielen auch TV- und Live-Auftritte mit Gert Steinbäcker und Stefanie Werger. Reiterer ist auch im Musikvideo zu Sunday Morning von Günter Mokesch als Gitarrist zu sehen. Von 1996 bis 2001 war er Community Manager bei Libro.
Seine journalistische Karriere begann er 1999 bei der Netzzeitschrift Evolver, gleichzeitig kam er mit der American-Football-Szene in Österreich in Kontakt. Im Februar 2005 gründete er das American-Football-Magazin Football-Austria, welches auf Grund seiner kritischen Berichterstattung schnell eine große Leserschaft fand. 2008 wurde er dafür mit dem Sports Media Austria-Preis ausgezeichnet. Von 2008 bis 2009 arbeitet er auch für das Online-Magazin sportnet.at. Von 2012 bis 2014 betrieb er zusammen mit Christian Gindelhumer das NFL-Portal NFL-Crush, welches 2013 mit dem Sports Media Austria-Preis ausgezeichnet wurde. 2015 gewann er zusammen mit Michael Eschlböck die Romy in der Kategorie Info/Sport/Kultur.
Im Februar 2010 kommentierte er für Puls 4 mit Robert Seeger die Conference Finals und den Super Bowl der NFL. Puls 4 sicherte sich im Anschluss die Rechte für ein Spiel pro Woche der Saisonen 2011 bis 2018, welche Reiterer seither für den Sender jeden Sonntag, zusammen mit dem Präsidenten des American Football Bund Österreichs Michael Eschlböck, kommentiert. Im Februar 2023 kommentierte das Duo Eschlböck/Reiterer seinen letzten Super Bowl für Puls 4. In der Saison 2022 und seit 2024 kommentiert er für Puls 24 und joyn die Spiele der European League of Football.
Reiterer bloggte über American Football im DerStandard.at.
Von 2011 bis 2017 war er Media Manager des American Football Bund Österreichs (AFBÖ), seit  2017 ist er Pressesprecher der Austrian Baseball Federation.

## Auszeichnungen
- Sports-Media-Austria-Preis für das Online-Magazin Football-Austria als „beste Webseite des Jahres“[5]
- Sports Media Austria-Preis für das Online-Magazin NFL-Crush als „beste Webseite des Jahres“[6]
- 2015: Romy in der Kategorie Info/Sport/Kultur (gemeinsam mit Michael Eschlböck)